# Gare de Searchmont
La  gare de Searchmont  est une gare ferroviaire canadienne, érigée par le chemin de fer Algoma Central Railway en 1902. Elle est une des premières gares érigée par le chemin de fer. Elle ferme en 1994 .

## Situation ferroviaire
La gare se trouve au marqueur de mile 31.50 de la Subdivison Soo du Wisconsin Central .

## Histoire

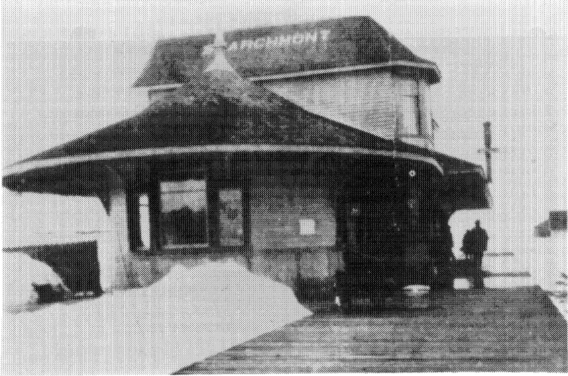
La gare entre 1911 et 1929.

La gare est construite durant la phase initiale de développement de l'Algoma Central Railway, servant au développement économique et la colonisation du nord de l'Ontario . La gare comportait une grande extrémité sud circulaire, qui servait de salle d'attente et de salon fumeur pour les passagers. Cette partie a brûlé en 1929, mais le reste du bâtiment a été laissé intact. Les dernières rénovations ont eu lieu en 1944. Le bâtiment abrite encore un hangar de fret du côté nord, un bureau de gare et un guichet, un autre plus petit bureau et un deuxième étage qui a été habité par le chef de gare jusqu'en 1996 quand Bill Fedorchuck, la dernière personne à occuper le poste, prend sa retraite .
Selon une autre source, la dernière fois que la gare a été rénovée était en 1945. En 2014, on constate des dommages à l'intérieur, causés par des vandales, depuis la fermeture de la gare .

## Patrimoine ferroviaire
La gare est la dernière encore existante le long du Algoma Central. En 2014, un groupe veut l’acheter pour la préserver, qui coutera environ 200 000$. Le Canadien National (propriétaire de la gare) la vendra pour une somme modique, mais elle doit être déplacée des lieux.
La gare est désignée gare ferroviaire patrimoniale du Canada depuis 1995 . 